# Audi Sport quattro concept
L'Audi Sport quattro concept est un concept car du constructeur automobile allemand Audi qui a été présenté pour la première fois au Salon de l'automobile de Francfort-sur-le-Main (IAA) 2013. Selon le constructeur, le véhicule devait être produit en petite série, entre 250 et 500 exemplaires, en 2016. Cependant, la mise en œuvre de cette annonce a été initialement reportée puis complètement annulée au printemps 2017.
Audi a présenté de nouveaux phares à base de laser au Consumer Electronics Show de Las Vegas 2014. Le feu de route généré avec des diodes laser a une portée de près de 500 mètres et est trois fois plus lumineux qu’un feu de route à LED. Les phares ont été installés sur une Audi Sport quattro concept qui était par ailleurs identique à l'étude de l’IAA.

## Motorisation
Le moteur hybride de 700 ch est composé d'un V8 biturbo et d'un moteur électrique de 150 ch. Lorsqu'il est alimenté par les deux moteurs en même temps, le véhicule devrait pouvoir accélérer de l'arrêt à une vitesse de 100 km/h en 3,7 secondes maximum. Le fabricant spécifie la vitesse maximale à 305 km/h.